# 人話
《人話》是香港創作女歌手方皓玟於2019年年尾推出的歌曲，作曲及填詞皆由方皓玟一手包辦，編曲何山、監製為何山及許創基。曲風為EDM，歌曲批評香港政府在香港反送中運動期間面對數以百萬計的示威者的訴求依然視若無睹，其中包括多次警察暴力事件。歌曲甫推出便吸引大量點擊率以及受到傳媒廣泛報導，推出首兩日已達30萬點擊率，截止2019年尾已突破100萬，並在2019年度叱咤樂壇流行榜頒獎典禮中以大熱姿態獲得「叱咤樂壇我最喜愛的歌曲大獎」。

## 簡介
《人話》作為一首批判香港政府及香港警察暴力濫權的歌曲，在MV裡已刻畫出形象，如元朗襲擊事件、太子站襲擊事件等，並涉及數句粗口，包括「Tell me what 7 you say」（當中的7即廣東話粗口「柒」）、以及「還擺出高姿態你講撚夠未」等等。歌曲亦派往各大電台，不過為「潔淨版」，即將粗口字過濾掉，歌曲成功在叱咤903第49周極速上榜，並獲得「叱咤樂壇我最喜愛的歌曲」的候選資格。其後，歌曲被受網民熱捧，成功打入「我最喜愛歌曲」最後五強。2020年1月1日，《人話》在叱咤樂壇流行榜頒獎典禮中榮獲「我最喜愛的歌曲大獎」，是方皓玟先後在2016年《你是你本身的傳奇》及2017年《假使世界原來不像你預期》皆僅僅以第二名飲恨之後，終於一嘗得獎滋味。此外，方皓玟更在《人話》帶摯之下，奪得「叱咤樂壇我最喜愛的女歌手」獎項，是她繼2017年後再次獲得此獎。由於《人話》的作曲和填詞人皆為其本人，她連同幕後獎項共奪得四獎，成為頒獎禮的大贏家。

## MV
《人話》的MV於2019年11月30日推出並上載至YouTube，將真實事件影像剪影化地把反送中運動的多項標誌性事件紀錄。MV推出兩天已錄得逾30萬點擊率截至12月9日，已錄得80萬點擊。該媒體更將方皓玟與2014年推出過抗爭歌曲《雞蛋與羔羊》及《獨家村》的天后歌手謝安琪相提並論，可見此歌曲的迴響。

## 外部連結
- YouTube上的方皓玟 - 人話 (Explicit Content)